# Stil·leïta
La stil·leïta és un mineral de la classe dels sulfurs que pertany al grup de l'esfalerita. Va ser anomenada en honor de Hans Wilhelm Stille (1876–1966), geòleg alemany del camp de la tectònica.

## Característiques
La stil·leïta és un selenur de fórmula química ZnSe. Cristal·litza en el sistema cúbic. La seva duresa a l'escala de Mohs és 5.
Segons la classificació de Nickel-Strunz, la stil·leïta pertany a «02.CB - Sulfurs metàl·lics, M:S = 1:1 (i similars), amb Zn, Fe, Cu, Ag, etc.» juntament amb els següents minerals: coloradoïta, hawleyita, metacinabri, polhemusita, sakuraiïta, esfalerita, tiemannita, rudashevskyita, calcopirita, eskebornita, gal·lita, haycockita, lenaïta, mooihoekita, putoranita, roquesita, talnakhita, laforêtita, černýita, ferrokesterita, hocartita, idaïta, kesterita, kuramita, mohita, pirquitasita, estannita, estannoidita, velikita, chatkalita, mawsonita, colusita, germanita, germanocolusita, nekrasovita, estibiocolusita, ovamboïta, maikainita, hemusita, kiddcreekita, polkovicita, renierita, vinciennita, morozeviczita, catamarcaïta, lautita, cadmoselita, greenockita, wurtzita, rambergita, buseckita, cubanita, isocubanita, picotpaulita, raguinita, argentopirita, sternbergita, sulvanita, vulcanita, empressita i muthmannita.

## Jaciments
La stil·leïta va ser descoberta a la mina Shinkolobwe (Katanga, República Democràtica del Congo). També ha estat descrita a dos indrets d'Alemanya, la província de La Rioja (Argentina), a Manitoba (Canadà) i a Amman (Jordània).